# Влощова
Влощова (пол. Włoszczowa) — місто в південній Польщі.
Адміністративний центр Влощовського повіту Свентокшиського воєводства.

## Демографія
Демографічна структура станом на 31 березня 2011 року:
|          | Загалом | Допрацездатний вік | Працездатний вік | Постпрацездатний вік |
| -------- | ------- | ------------------ | ---------------- | -------------------- |
| Чоловіки | 5184    | 998                | 3690             | 496                  |
| Жінки    | 5639    | 948                | 3493             | 1198                 |
| Разом    | 10823   | 1946               | 7183             | 1694                 |